# Корниенко, Виктор Валерьевич
Ви́ктор Вале́рьевич Корние́нко (укр. Віктор Валерійович Корнієнко; род. 14 февраля 1999, Полтава) — украинский футболист, защитник донецкого «Шахтёра». Выступал за сборную Украины.

## Клубная карьера
Воспитанник ДЮСШ клуба «Ворскла», выступал за детские команды «Тернополь» и «Ильичёвец». В Детско-юношеской футбольной лиге Украины провёл 53 матча и забил 9 голов. Летом 2016 года заключил контракт с донецким «Шахтёром», сезон начал в команде до 19 лет, за команду до 21 года дебютировал весной 2017 года. 13 сентября 2017 года дебютировал в домашнем матче против итальянского «Наполи» (1:2) в рамках группового этапа Юношеской лиги УЕФА.
Сезон 19/20 на правах аренды провёл в составе Мариуполя, где сыграл 19 матчей и забил 1 гол
Дебютный матч в основной команде «Шахтера» состоялся 20 сентября 2020 года в матче против «Зари» (Луганск) (2-2).
Первым результативным действие отметился 27 сентября 2020 года в матче с донецким «Олимпиком» отдав голевую передачу на Виктора Коваленко.

## Карьера в сборной
Дебютировал в составе сборной Украины до 19 лет 4 октября 2017 года в матче отбора на чемпионат Европы против Албании (победа 1:0). В 2019 году поехал с командой U-20 на молодёжный чемпионат мира в Польше, с которой стал чемпионом мира.
24 октября 2020 года главный тренер сборной Украины Андрей Шевченко впервые вызвал Корниенко для участия в товарищеском матче против сборной Польши, а также в матчах Лиге наций УЕФА 2020/21 против сборных Германии и Швейцарии. Однако в этих поединках участия не принимал.
18 августа 2021 года исполняющий обязанности главного тренера сборной Украины Александр Петраков вызвал Корниенко для участия в матчах отборочного турнира чемпионата мира 2022 года против сборных Казахстана и Франции, а также товарищеском матче против Чехии. 8 сентября 2021 года дебютировал в сборной Украины в матче против Чехии, выйдя в стартовом составе, отличился и первым голом за сборную. На 27-й минуте Корниенко завершил атаку с участием Александра Зинченко и Александра Тымчика — принял мяч в штрафной и чётко пробил в левый верхний угол ворот.

## Статистика
| Выступление      | Выступление      | Выступление      | Чемпионат | Чемпионат | Кубок | Кубок | Еврокубки | Еврокубки | Прочие | Прочие | Итого | Итого |
| Клуб             | Лига             | Сезон            | Игры      | Голы      | Игры  | Голы  | Игры      | Голы      | Игры   | Голы   | Игры  | Голы  |
| ---------------- | ---------------- | ---------------- | --------- | --------- | ----- | ----- | --------- | --------- | ------ | ------ | ----- | ----- |
| → Мариуполь      | Премьер-лига     | 2019/20          | 19        | 1         | 3     | 0     | 1         | 0         | —      | —      | 23    | 1     |
| → Мариуполь      | Премьер-лига     | 2020/21          | 11        | 0         | 1     | 0     | 4         | 0         | —      | —      | 16    | 0     |
| → Мариуполь      | Итого            | Итого            | 30        | 1         | 4     | 0     | 5         | 0         | —      | —      | 39    | 1     |
| Шахтёр (Донецк)  | Премьер-лига     | 2021/22          | 10        | 1         | 1     | 0     | 2         | 0         | —      | —      | 13    | 1     |
| Шахтёр (Донецк)  | Премьер-лига     | 2022/23          | 1         | 0         | —     | —     | —         | —         | —      | —      | 1     | 0     |
| Шахтёр (Донецк)  | Итого            | Итого            | 11        | 1         | 1     | 0     | 2         | 0         | —      | —      | 14    | 1     |
| → Ворскла        | Премьер-лига     | 2023/24          | 16        | 1         | 3     | 0     | —         | —         | —      | —      | 19    | 1     |
| → Ворскла        | Итого            | Итого            | 16        | 1         | 3     | 0     | —         | —         | —      | —      | 19    | 1     |
| Всего за карьеру | Всего за карьеру | Всего за карьеру | 57        | 3         | 8     | 0     | 7         | 0         | —      | —      | 72    | 3     |

### Выступления за сборную
| № | Дата            | Оппонент  | Счёт | Голы | Пасы | Карточки | Минуты | Соревнование             |
| - | --------------- | --------- | ---- | ---- | ---- | -------- | ------ | ------------------------ |
| 1 | 8 сентября 2021 | Чехия     | 1:1  | Гол  | —    | —        | 90'    | Товарищеский матч        |
| 2 | 9 октября 2021  | Финляндия | 2:1  | —    | —    | —        | 45'    | Отборочные матчи ЧМ-2022 |

Итого: 2 матча, 1 гол / 1 победа, 1 ничья, 0 поражений.

## Достижения
«Шахтёр» (Донецк)
- Чемпион Украины: 2022/23
- Обладатель Суперкубка Украины: 2021

Сборная Украины
- Чемпион молодёжного чемпионата мира: 2019

### Награды
- Орден «За заслуги» III степени (2019)[13]